# Gonoessa cingulata
Gonoessa cingulata är en mångfotingart som beskrevs av Shelley 1984. Gonoessa cingulata ingår i släktet Gonoessa och familjen Xystodesmidae. Inga underarter finns listade i Catalogue of Life.